# Willhendersonita
La willhendersonita és un mineral de la classe dels silicats que pertany al grup de la zeolita. Va ser anomenada en honor de William A. Henderson Jr. (1932-2014) químic nord-americà que va descobrir el mineral.

## Característiques
La willhendersonita és un tectosilicat de fórmula química KCa(Si₃Al₃)O₁₂·5H₂O. Cristal·litza en el sistema triclínic. Es troba en cristalls tabulars, aplanats en {001}, amb {100}, {010} i {001}, i en agregats amb macles semblants a reixes, els cristalls mesuren menys d'1 mm. La seva duresa a l'escala de Mohs és 3.
Segons la classificació de Nickel-Strunz, la willhendersonita pertany a «02.GD: Tectosilicats amb H₂O zeolítica; cadenes de 6-enllaços – zeolites tabulars» juntament amb els següents minerals: gmelinita-Ca, gmelinita-K, gmelinita-Na, cabazita-Ca, cabazita-K, cabazita-Na, cabazita-Sr, cabazita-Mg, levyna-Ca, levyna-Na, bellbergita, erionita-Ca, erionita-K, erionita-Na, offretita, wenkita, faujasita-Ca, faujasita-Mg, faujasita-Na, maricopaïta, mordenita, dachiardita-Ca, dachiardita-Na, epistilbita, ferrierita-K, ferrierita-Mg, ferrierita-Na i bikitaïta.

## Formació i jaciments
La willhendersonita va ser descoberta a la pedrera Vispi, a San Venanzo (Província de Terni, Úmbria, Itàlia) com a mineral secundari format com un producte d'alteració hidrotermal de baixa temperatira en laves basàltiques potàssiques. També ha estat descrita a Alemanya, Àustria, els Estats Units i altres indrets d'Itàlia.
Sol trobar-se associada a altres minerals com: phil·lipsita, thomsonita, apofil·lita, melilita, gismondina, cabazita, ettringita i taumasita.